# Объектная система хранения
Объектная система хранения — сетевая система хранения, в которой данные хранятся в виде индивидуально «объектов» — аналогов файлов, не организованных в иерархии каталогов (как в файловых системах) и доступных для загрузки и скачивания по HTTP API. Реализуются с целью гибких возможностей хранения метаданных и горизонтальной масштабируемости; при этом, для достижения этих свойств, лишены множества функций, характерных для файловых систем хранения. Зачастую используется модель контентной адресации.
Широко применяются для массового хранения неструктурированных данных (например, медиафайлов, материалов веб-сайтов); с начала 2010-х годов, прежде всего, благодаря популяризации публично-облачной объектной системы хранения Amazon S3, используются и для множества других целей, в том числе для хранения резервных копий, миграции данных, организации дезагрегированных хранилищ данных и подсистем хранения СУБД.